# Миастенический синдром Ламберта — Итона
Синдром Итона-Ламберта (Миастенический синдром Ламберта-Итона, МСЛИ, LEMS) — это редкое аутоиммунное заболевание, связанное с нарушением нервно-мышечной передачи, вследствие выработки антител к потенциал-зависимым кальциевым каналам. Заболевание характеризуется слабостью ягодичных и бедренных мышц, птозом, дизартрией, нарушением зрения и периферическими парестезиями. Около 60 % пациентов с LEMS имеют злокачественное онкологическое заболевание (в частности мелкоклеточный рак легкого), поэтому и рассматривается в основном как паранеопластический синдром.
Данное заболевание подробно было изучено в 1965 году Эдвардом Ламбертом и Ли Итоном.

## Эпидемиология
Данное заболевание встречается лишь у 3-4 человек на 1 миллион населения. В 67% случаев заболевание представлено опухолевой формой, однако, встречается и аутоиммунная форма МСЛИ, которая часто ассоциируется с другими аутоиммунными заболеваниями (сахарный диабет, ревматоидный артрит, системная красная волчанка и др.). 

## Патогенез
В основе патогенеза заболевания лежит выработка аутоантител, триггером которых чаще является опухолевый процесс в организме. Доказано, что мелкоклеточный рак легкого имеет антигены схожие по структуре с холинергическими терминалями нейронов. Вследствие перекрестных иммунологических реакций вырабатывается широкий спектр антител к потенциально зависимым кальциевым каналам, локализованных в пресинаптической мембране синапса.  Аутоантитела нарушают механизм высвобождения ацетилхолина в синаптическую щель, что приводит к блокаде проведения импульса.
В литературе отмечены случаи выработки антител к белку синаптотагмин-1, отвечающий за экзоцитоз кальциевых рецепторов, и пресинаптическим мускариновым (M1) ацетилхолиновым рецепторам, усиливающим холинергическую передачу.

## Клиническая картина
Заболеванием чаще страдают мужчины старше 45 лет. Основными симптомами заболевания являются слабость и повышенная утомляемость мышц проксимальных отделов конечностей и туловища, которые приводят к своеобразной "утиной походке". Позднее может присоединиться слабость в дистальных отделах конечностей, а также в стопах. Типичным симптомами для данного заболевания являются сенсорная полиневропатия и прогрессирующая вегетативная дисфункция. Проявления сенсорной полиневропатии следующие: боли в ногах, гипотрофия мышц конечностей, снижение рефлексов, парестезии, гипестезии. К вегетативным нарушениям относятся снижение саливации и потоотделения, которые приводят к сухости слизистых оболочек рта, глаз и кожи, ослабление эректильной функции. 

## Диагностика
Диагностика заболевания включает в себя следующие этапы:
- Анализ клинической картины;
- Физикальный осмотр;
- Обследовании на исключении опухолевого процесса любой локализации;
- Серологический анализ крови на наличие антител к потенциально зависимым кальциевым каналам;
- Электромиография.

## Дифференциальная диагностика
Дифференциальную диагностику проводят со следующими заболеваниями:
- Миастения Гравис;
- болезнь Шегрена;
- полимиозит;
- миопатии эндокринного или метаболического генеза.

## Лечение
Наиболее успешным лечением данного заболевания является раннее начало лечения онкопатологии. Назначают химиотерапию и иммуносупрессоры (метотрексат). После исключения ракового процесса назначают симптоматическое лечение. Наиболее эффективным средством лечения холинергических нарушений является гуанидин, однако, данный препарат имеет множество побочных эффектов. 